# 林野 (牙医)
林野（1955年—），汉族，中华人民共和国政治人物、第十一届全国政协委员。
担任北京大学口腔医学院副院长、中华口腔医学会种植专业委员会主任委员。2008年，当选第十一届全国政协委员，代表医药卫生界，分入第四十六组。并担任文史和学习委员会专委。2018年1月，当选第十三届全国政协委员。